# Spero
Spero var en spelverksamhet inom den reglerade spelmarknaden i Sverige. Verksamheten bildades 2002 och avvecklades 2011 och drevs av två olika bolag: Spero Spel AB och Spero Online AB. Överskottet från verksamheten gick till IOGT-NTO:s ideella verksamhet och Socialdemokraternas partiverksamhet.

## Organisation

### Spero Spel AB
Spero Spel AB ägdes av nykterhetsrörelsen IOGT-NTO och A-lotterierna (socialdemokraternas lotteribolag) och driver lotteriverksamheten med skraplotter.

### Spero Online AB
Spero Online AB ägdes av Ålands Penningautomatförening (PAF) som drev spelverksamheten på Internet. 2005 ändrades bolagsnamnet till Paf Sverige AB. Samarbetet avslutades 19 september 2007.

## Mediegranskning
Sperospel har kritiserats eftersom det, till skillnad mot Kombilotteriet, inte framgick att överskottet gick till Socialdemokraterna och SSU på lotterna. 2006 kom en tredjedel av socialdemokraternas intäkter från partiets lotterier (cirka 50 miljoner kronor per år) och SSU fick cirka 35 miljoner kronor varje år från lotteriverksamheten. De stora intäkterna från lotterierna har spelat en mycket viktig roll i finansieringen av Socialdemokraterna och SSU:s verksamhet och deltagande i valrörelser.